# Bobby's Kodak
Bobby's Kodak er en amerikansk stumfilm fra 1908 af Wallace McCutcheon.

## Medvirkende
- Edward Dillon
- Robert Harron